# East Ridge
East Ridge est une ville située dans le comté d'Hamilton dans le Tennessee aux États-Unis. La population s'élevait à 20 979 habitants lors du recensement de 2010.